# Sary Chagan
Sary Chagan (en russe : Сары-Шаган, en kazakh : Сарышаған) est un centre d'essais de missiles antibalistiques situé au Kazakhstan, sur la rive ouest du lac Balkhach dans l'oblys de Karaganda.

## Histoire
Le centre est créé le 17 août 1956, sur décision du conseil des ministres de l'URSS. Un premier missile V-1000 en est lancé le 16 octobre 1958, mais le site ne devient opérationnel pour des tests de longue portée qu'en 1961.
Le 26 novembre 1991 est lancé depuis cette base le kholod, le premier superstatoréacteur ailé ayant volé. Il atteint lors de cet essai une vitesse supérieure à Mach 5,75.
En grande partie laissé à l'abandon lors de la dislocation de l'URSS, le centre de Sary Shagan est encore utilisé par la Russie à certaines occasions, le dernier tir connu d'un missile russe sur place datant du 16 octobre 2012.

## Caractéristiques
Le site s'étend sur plusieurs dizaines de milliers de kilomètres carrés avec une diagonale de 480 km qui lui permet d'effectuer des tirs de longue portée. 
Son centre administratif est établi dans la ville fermée de Priozersk (en), qui est désormais librement accessible depuis 2005.
Le complexe abrita également un centre d'essai du laser Terra-3 construit par l'OKB Vympel dans les années 1970, ainsi que plusieurs prototypes de radars dont certains sont encore opérationnels en 2012 au sein du réseau d'alerte russe.